# Spurlingia forsteriana
Spurlingia forsteriana är en snäckart som först beskrevs av Reeve 1852.  Spurlingia forsteriana ingår i släktet Spurlingia och familjen Camaenidae. Inga underarter finns listade i Catalogue of Life.